# Faux Rebond
Faux Rebond (Fade Away) est un roman policier américain de Harlan Coben publié en 1996. C'est le troisième roman de la série policière dont Myron Bolitar est le héros.
Le roman est traduit en français en 2005.

## Résumé
Myron Bolitar est convoqué par Clip Arnstein, le manager des Dragons de New Jersey. Celui-ci lui propose un curieux marché, une place dans l'équipe (place qui lui serait revenue s'il n'avait pas eu son accident dix ans plus tôt), si en échange il mène une enquête discrète pour retrouver le basketteur Greg Dowming, son ancien rival sur le terrain, qui a subitement disparu quatre jours avant un match important.
Meurtre, chantage, pourquoi Clip Arnstein a-t-il tenu à ce que ce soit Myron qui mène l'enquête ? Que va-t-il découvrir ?

## Personnages
- Myron Bolitar : agent sportif et fondateur de MB Sport, c'est un ancien basketteur de haut niveau. Il a dû mettre un terme à sa carrière à la suite d'une blessure au genou. Ancien agent du FBI, il est spécialiste des arts martiaux.
- Windsor Horne Lockwood surnommé « Win » : ami depuis le lycée avec Myron. Ils font équipe pour les enquêtes. Féru d'arts martiaux, il aime la justice et peut se montrer violent envers ceux qui ne la respectent pas.
- Espéranza Diaz : ancienne catcheuse professionnelle sous le nom de « Petite Pocahontas », elle est la secrétaire de Myron. Maintenant qu'elle a son diplôme d'avocate, elle voudrait devenir l'associée de Mylon mais celui-ci hésite, il a peur que cela détruise leur amitié.
- Big Cindy : amie de Espérenza, ancienne catcheuse professionnelle sous le nom de « Big Mama ». Un mètre quatre-vingt-dix pour cent cinquante kilos. Elle aide au secrétariat quand Espérenza est débordée.